# AntiX
antiX è una distribuzione Linux leggera e facile da installare basata su Debian sviluppata specificamente per sistemi compatibili con Intel-AMD x86 (ne esistono due versioni, per i386 o x64).
L'obiettivo di antiX è quello di fornire un sistema operativo libero, leggero, pienamente funzionante e flessibile sia per i principianti, sia  per gli utenti esperti di Linux.
Al momento antiX si presenta come CD Live installabile e tramite il tool incluso antix2usb è possibile creare anche una pen-drive avviabile persistente.
Esistono quattro versioni, che si distinguono a seconda del software incluso: una completa, detta full (circa 1GB), una base (meno di 750MB), un'altra minimale, detta core (meno di 450MB) e, infine, una versione net (appena 160MB) con i soli pacchetti necessari per l'installazione, da completare poi facendo il download e l'installazione del software che si desidera.
Come window manager fa uso di IceWM (vers. completa) o Fluxbox (vers. base), può funzionare con 128Mb di Ram a patto di avere un'area di Swap di almeno 256Mb e l'installatore ha bisogno di almeno 4GB di spazio sul disco. Sono comunque raccomandati minimo 256Mb di Ram.
Pur essendo basato su Debian, antix è totalmente priva di systemd e viene fornita con un kernel personalizzato, script personalizzati e un repository per migliorare l'esperienza utente.